# Stefano Gabbana
 (avril 2019).
Si vous disposez d'ouvrages ou d'articles de référence ou si vous connaissez des sites web de qualité traitant du thème abordé ici, merci de compléter l'article en donnant les références utiles à sa vérifiabilité et en les liant à la section « Notes et références ».
Stefano Gabbana, né à Milan le 14 novembre 1962, est un créateur de mode italien, cofondateur (avec Domenico Dolce) de la maison de luxe Dolce & Gabbana.

## Biographie

### Famille et formation
Stefano Gabbana est né à Milan d'un père qui travaillait dans une imprimerie et d'une mère qui travaillait dans une blanchisserie. Sa famille est vénitienne : son père est né en Ceggia et sa mère à Cessalto. Il est diplômé de l'Istituto Superiore per le Industrie Artistiche, un institut de design à Rome.

### Carrière
En 1980, Gabbana rencontre le Sicilien Domenico Dolce par l'intermédiaire de l'employeur de Dolce, le designer Giorgio Correggiari, décédé en 2012. Il a eu une grande influence sur le couple, a déclaré Gabbana en 2013 : « Il n'était pas très célèbre. Mais pour nous, il était important. Il nous a surtout appris ce qu'il ne fallait pas faire »[réf. nécessaire].
Gabbana et Dolce quittent Correggiari en 1983 pour travailler seuls ; deux ans plus tard, ils créent Dolce & Gabbana S.p.A. (D&G).
En octobre 1985, la marque Dolce & Gabbana fait ses débuts en défilé au Nuovi Talenti (Nouveaux Talents) de Milano  Collezioni. En mars 1986, D&G sort sa première collection et organise son propre spectacle, Real Women. En 1987, le premier magasin D&G a ouvert ses portes à Milan, au 7 Via Santa Cecilia. En 1988, D&G a établi un partenariat avec le père de Dolce, Saverio, qui possédait la société de production Dolce Saverio à Legnano, près de Milan.
D&G poursuit son expansion en organisant ses premiers défilés de mode à Tokyo (avril 1989) et à New York (avril 1990), et en lançant de nouvelles lignes de collections, dont sa première ligne de lingerie et de beachwear en juillet 1989, et sa première ligne pour hommes en janvier 1990. En novembre 1990, D&G a ouvert son showroom de New York City au 532 Broadway à SoHo, Manhattan. D&G a lancé son premier parfum, Dolce & Gabbana Parfum, en octobre 1992.
Les designers italiens ont acquis en 1993 une renommée mondiale lorsque Madonna a choisi D&G pour concevoir les costumes de sa Girlie Show World Tour. Ils ont depuis lors travaillé pour Monica Bellucci, Kylie Minogue, Angelina Jolie et Isabella Rossellini.
Plus tard, la gamme D&G s'est enrichie de cravates, ceintures, sacs à main, lunettes de soleil, montres et chaussures. En 2003, la société a vendu plus de produits en Italie que Armani, Gucci, Prada et Versace. En 2009, près de 25 ans après l'ouverture de D&G, l'entreprise comptait 113 magasins et 21 magasins d'usine, un effectif de 3 500 personnes et un chiffre d'affaires annuel de plus de 1 milliard d'euros.